# Serhí Hladir
Serhí Hladir (en ucraïnès: Сергій Гладир, Mikolaiv, Ucraïna 17 d'octubre de 1989 és un jugador de bàsquet d'Ucraïna. Juga a la posició d'escorta.
Va començar la seva carrera amb un dels equips més petits de la Lliga ucraïnesa de bàsquet amb el MBС Mykolaiv, després va ser escollit pels Atlanta Hawks a la 2a ronda amb el número 49 del Draft de l'NBA del 2009 i jugà amb el Bàsquet Manresa de la Lliga ACB de 2009 a 2012. per passar al Baloncesto Fuenlabrada.
L'1 d'octubre de 2013, Gladyr va signar un acord d'un any amb l'equip francès de l'Eurolliga JSF Nanterre. El 21 d'agost de 2014, va signar amb el SLUC Nancy Basket per a la temporada 2014-15 i el 25 d'agost de 2015, es va anunciar que va signar amb İstanbul BB de la Lliga turca de bàsquet però l'equip va rescindir el contracte després que fallés la revisió mèdica i el 9 de setembre, va signar amb l'AS Monaco Basket.
Està casat amb Olena Khomrova, esgrimista medalla d'or als Jocs Olímpics d'estiu de 2008, amb qui te una filla.